# Indiranagar, Hiriyur
Indiranagar là một làng thuộc tehsil Hiriyur, huyện Chitradurga, bang Karnataka, Ấn Độ.